# The Rolling Stones Rock and Roll Circus
The Rolling Stones Rock and Roll Circus es una película de un concierto de The Rolling Stones grabada el 11 de diciembre de 1968 y puesta a la venta en 1996. El evento constó de dos conciertos en un escenario de circo el cual incluyó las presentaciones de The Who, Taj Mahal, Marianne Faithfull y Jethro Tull. John Lennon y su esposa Yoko Ono formaron parte del supergrupo llamado The Dirty Mac, junto con Eric Clapton, Mitch Mitchell y Keith Richards.
Se suponía que originalmente iba a ser emitido por la cadena televisiva de BBC, pero los Rolling Stones se negaron a ello. Los mismos afirmaron que lo hicieron debido a su deficiente presentación en el show, porque habían subido al escenario cuando comenzaba a amanecer y claramente estaban exhaustos. Muchos otros creen que la verdadera razón para no divulgar el video fue que The Who, que recientemente habían terminado una gira de conciertos, eclipsó a los Stones con su propia producción. Los Stones no habían estado de gira hacia ya un tiempo y por ende no estaban en las mejores condiciones para que su actuación fuera como la de los Who.

## Concepto y actuaciones
El proyecto fue concebido originalmente por Mick Jagger como una forma de promocionar los discos y los conciertos más actuales de los intérpretes que participaron en el evento. Jagger se acercó a Michael Lindsay-Hogg (quien había dirigido dos videos promocionales para las canciones Stones) para hacer un programa de televisión de larga duración para ellos.
Los Stones y sus invitados tocaron en una réplica de una gran carpa montada en los estudios Intertel (V.T.R. Services) de Wycombe Road, Wembley - frente a una audiencia invitada. Las actuaciones comenzaron alrededor de las 2 p. m. del 11 de diciembre de 1968, pero entre acto y acto se tomaron lapsos más largos de lo previsto, lo que implicó que la actuación final fuera a las 5 de la mañana.
En ese momento el público y la mayoría de los Stones estaban agotados; Jagger al parecer estaba tan decepcionado con la actuación de la banda que luego canceló la emisión y publicación de la película. Ésta fue la última actuación pública de Brian Jones con los Rolling Stones.
De acuerdo con el libro de Bill Wyman, Rolling with the Stones, los Stones también interpretaron "Confessin' the Blues", "Route 66" y una toma alternativa de "Sympathy for the Devil" con Brian Jones en la guitarra.

## Secuencias
Algunas de las secuencias del concierto se creían perdidas hasta 1989 cuando las encuentran en el archivo filmográfico privado de The Who. Una cantidad importante de la actuación de The Who se incluyó en su documental The Kids Are Alright de 1979. Esta fue la única edición de material de este concierto hasta su publicación años más tarde. El film de los Stones fue restaurado y lanzado en CD y video en 1996. Incluyendo en las grabaciones todas las introducciones a las actuaciones y algunas bromas entretenidas entre Jagger y Lennon.
Este concierto es el único material donde se ve al guitarrista Tony Iommi, de Black Sabbath, actuando como miembro de Jethro Tull; fue miembro de este espectáculo sólo como un favor a Ian Anderson mientras buscaban un reemplazo para Mick Abrahams. La banda tocó con playback la canción "A Song for Jeffrey" y 'Fat Man' pero los Stones les dijeron que ahorraran tiempo para así poder ensayar más, finalmente "Fat Man' nunca fue lanzada. Este material también incluyen algunos de los primeros intentos de Ian Anderson tocando la flauta con una pierna en el aire.

## Home video/DVD
En octubre de 1996, tras dos días de proyecciones en el Walter Reade Theater como parte del New York Film Festival, The Rolling Stones Rock and Roll Circus fue lanzado en los formatos VHS y laserdisc.
La versión en DVD fue lanzada en octubre de 2004, con la mezcla de audio nueva con Dolby Surround. El DVD incluye el material además de extras sacados del material perdido una entrevista con Pete Townshend, y tres comentarios en audio. La versión remasterizada en DVD también con un especial de vista de cuatro cámaras durante la actuación de los Dirty Macs mientras interpretan el tema de The Beatles "Yer Blues" (donde se puede ver a Yoko Ono de rodillas en el suelo, delante de los músicos, completamente cubierta con una sábana negra).

## DVD track listing
1. David Dalton's written historic introduction (0:33)
2. "Entrance of the Gladiators" (Julius Fučík) - Orchester / 
 The Rolling Stones Rock and Roll Circus Parade / 
 Mick Jagger's introduction of Rock and Roll Circus (2:10)
3. Mick Jagger's introduction of Jethro Tull / 
 "Song for Jeffrey" (Ian Anderson) - Jethro Tull (3:43)
4. Keith Richards's introduction of The Who / 
 "A Quick One While He's Away (Pete Townshend) - The Who (7:40)
5. "Over the Waves" (Juventino Rosas) - Orchester (1:20)
6. "Ain't That a Lot of Love" (Willia Dean Parker, Homer Banks) - Taj Mahal (3:52)
7. Charlie Watts' introduction of Marianne Faithfull / 
 "Something Better" (Barry Mann, Gerry Goffin) - Marianne Faithfull (2:37)
8. Keith Richards's introduction of Danny Camara / 
 "Fire Eater and Luna (Donyale Luna)"(1:28)
9. Mick Jagger and John Lennon's introduction of The Dirty Mac (1:05)
10. "Yer Blues" (John Lennon, Paul McCartney) - The Dirty Mac (4:26)
11. "Whole Lotta Yoko" (Yoko Ono) - Yoko Ono, Ivry Gitlis, The Dirty Mac (5:03)
12. John Lennon's introduction of The Rolling Stones/ 
 "Jumping Jack Flash" (Mick Jagger, Keith Richards) - The Rolling Stones (3:38)
13. "Parachute Woman" (Jagger, Richards) - The Rolling Stones (2:57)
14. "No Expectations" (Jagger, Richards) - The Rolling Stones (4:07)
15. "You Can't Always Get What You Want" (Jagger, Richards) - The Rolling Stones (4:27)
16. "Sympathy for the Devil" (Jagger, Richards) - The Rolling Stones (8:52)
17. "Salt of the Earth" (Jagger, Richards) - The Rolling Stones (4:56)
18. Credits, to the sound of "Salt of the Earth" (2:45)

## diapositivas(DVD extras)
- Interview - Pete Townshend (18:26)
- "Checkin' Up on My Baby" (Sonny Boy Williamson) - Taj Mahal (5:39)
- "Leavin Trunk" (Sleepy John Estes) - Taj Mahal (6:28)
- "Corinna" (Taj Mahal, Jesse Ed Davis) - Taj Mahal (3:51)
- Brian Jones' introduction of Julius Katchen / 
 "Ritual Fire Dance" - Julius Katchen (4:21)
- "Sonata in C 1st Movement" - Julius Katchen (2:11)
- "Yer Blues" TK2 Quad Split - The Dirty Mac (4:35)
- Bill Wyman's introduction of The Clowns / 
 "The Clowns" (2:01)
- "Close, But No Cigar" - John Lennon and Mick Jagger (0:43)
- "Sympathy for the Devil" (Fatboy Slim Remix Video) - The Rolling Stones (4:29)

## Los protagonistas
Jethro Tull
- Ian Anderson - voz, flauta
- Glenn Cornick - bajo, armónica
- Clive Bunker - batería
- Tony Iommi - guitarra

The Who
- Pete Townshend - voz, guitarra
- Roger Daltrey - voz
- Keith Moon - batería, coros
- John Entwistle - bajo, coros

 Taj Mahal
- Taj Mahal - voz
- Jesse Ed Davis - guitarra
- Gary Gilmore - bajo
- Chuck Blackwell - batería

Marianne Faithfull voz
The Dirty Mac
- John Lennon - voz, guitarra
- Eric Clapton - guitarra
- Keith Richards - bajo
- Mitch Mitchell - batería

- Yoko Ono - voz
- Ivry Gitlis - violín

The Rolling Stones
- Mick Jagger - voz
- Keith Richards - voz, guitarra
- Brian Jones - guitarra
- Bill Wyman - bajo
- Charlie Watts - batería
- Nicky Hopkins - piano
- Rocky Dijon - percusión